# Colletes motaguensis
Colletes motaguensis là một loài Hymenoptera trong họ Colletidae. Loài này được Cockerell mô tả khoa học năm 1912.